# Cylisticus iners
Cylisticus iners là một loài chân đều trong họ Cylisticidae. Loài này được miêu tả khoa học năm 1880 bởi Budde-Lund.